# Отим
Отим (фр. Authumes) насеље је и општина у источном делу централне Француске у региону Бургоња, у департману Саона и Лоара која припада префектури Луан.
По подацима из 2011. године у општини је живело 262 становника, а густина насељености је износила 20,34 становника/km². Општина се простире на површини од 12,88 km². Налази се на средњој надморској висини од 211 метар (максималној 213 m, а минималној 180 m).

## Демографија
| 1962. | 1968. | 1975. | 1982. | 1990. | 1999. | 2011. |
| ----- | ----- | ----- | ----- | ----- | ----- | ----- |
| 282   | 306   | 304   | 250   | 209   | 199   | 262   |

График промене броја становника у току последњих година